# میلاد عبادی‌پور
میلاد عبادی‌پور قره حسنلو (زادهٔ ۲۵ مهر ۱۳۷۲) بازیکن والیبال اهل ایران و کاپیتان تیم ملی والیبال ایران است.
او سابقهٔ حضور در تیم ملی نوجوانان ایران در مسابقات قهرمانی زیر ۲۱ سال جهان در سال ۲۰۱۳ و حضور در تیم ملی جوانان ایران در مسابقات قهرمانی جوانان آسیا را در کارنامهٔ خود دارد. وی همچنین جوان‌ترین بازیکن ایران در مسابقات لیگ جهانی ۲۰۱۴ بود. عبادی‌پور در سال ۱۳۹۳ بعد از سه فصل حضور در کاله، به شهرداری ارومیه پیوست. وی سال بعد را در بانک سرمایه که با قهرمانی در لیگ برتر همراه بود سپری کرد و در سال ۱۳۹۶ به صورت قرضی به الریان قطر پیوست. طارق اسدنژاد بازیکن والیبال شوشتر در تیم سیکا در مورد وی گفت:او به شدت ادم خوبی است و وقتی به او آموزش می‌دادم همیشه سراپا گوش بود. وی در سال ۲۰۱۷ با عقد قراردادی یک‌ساله از تیم بانک سرمایه به تیم اسکرا بلچاتوف پیوست. بدین ترتیب میلاد عبادی‌پور اولین بازیکن ایرانی نام گرفت که در لیگ لهستان بازی می‌کند.

## فعالیت حرفه‌ای
میلاد عبادی‌پور پس از چهار فصل حضور در تیم کاله مازندران و کسب عنوان قهرمانی با این باشگاه در لیگ برتر ایران و جام باشگاه‌های آسیا، مورد توجه کادرفنی تیم ملی والیبال مردان ایران قرار گرفت و برای حضور در مسابقات لیگ جهانی ۲۰۱۴ توسط اسلوبودان کواچ، سرمربی تیم ملی به اردو دعوت شد و اولین مسابقه ملی او در سن بیست سالگی مصادف با نخستین بازی ایران در لیگ جهانی ۲۰۱۴ برابر تیم ملی ایتالیا بود که ایران نتیجه را در سه ست متوالی به حریف خود واگذار کرد.

### سال ۲۰۱۴
میلاد عبادی‌پور با تجربه سه فصل حضور در تیم کاله آمل و به‌دست آوردن دو قهرمانی و یک نایب قهرمانی در لیگ برتر والیبال ایران و همچنین یک عنوان قهرمانی سال ۲۰۱۳ و سومی سال ۲۰۱۲ در مسابقات جام باشگاه‌های آسیا با این تیم آملی، برای حضور در لیگ جهانی ۲۰۱۴، به تیم ملی ایران دعوت شد.
عبادی‌پور در اولین سال حضورش در تیم ملی والیبال ایران در سال ۲۰۱۴ میلادی موفق شد به همراه این تیم در لیگ جهانی ۲۰۱۴ به دور نهایی مسابقات صعود کند و در دور پایانی این رقابت‌ها که با حضور شش تیم در فلورانس ایتالیا برگزار شد حضور پیدا کند و در نهایت عنوان چهارمی رقابت‌ها را از آن خود کند. پس از آن تیم ایران در مسابقات قهرمانی جهان در لهستان به جمع شش تیم پایانی راه یافت و تیم ششم جهان لقب گرفت. عبادی‌پور در این مسابقات که اولین حضور او در رقابت‌های جهانی بود عملکرد خوبی داشت و توانست بازی‌های جالب توجهی را از خود به نمایش بگذارد. سپس تیم ایران با هدایت اسلوبودان کواچ در مسابقات بازی‌های آسیایی اینچئون شرکت کرد و مدال طلای مسابقات را برای نخستین بار به‌دست‌آورد. عبادی‌پور با شرکت در این مسابقات توانست نخستین مدال بین‌المللی خود به همراه تیم‌ملی بزرگسالان ایران را به گردن بیاویزد.

### سال ۲۰۱۵
عبادی‌پور که پس از بازی‌های آسیایی به تیم شهرداری ارومیه ملحق شده بود با این تیم به دیدار پایانی لیگ برتر ۱۳۹۳ رسید ولی در تک دیدار فینال، شهرداری ارومیه  نتیجه را به پیکان واگذار کرده، عبادی پور و یارانش به نائب قهرمانی بسنده کردند.
تیم والیبال ایران در مسابقات لیگ جهانی ۲۰۱۵ در حالی که عبادی‌پور را در پست دریافت کننده قدرتی در ترکیب خود داشت عملکرد پر فراز و نشیبی داشت و در نهایت نتوانست به جمع شش تیم پایانی راه پیدا کند و به عنوانی بهتر از هفتمی دست نیافت. سپس این تیم در مسابقات جام جهانی ۲۰۱۵ ژاپن که سه تیم نخست آن به المپیک ریو راه می‌یافتند حضور یافت و به عنوان یازدهمی مسابقات بسنده کرد. عملکرد ضعیف ایران در این مسابقات، باعث برکناری کواچ از هدایت تیم ملی شد.

### سال ۲۰۱۶
تیم ایران در مسابقات گزینشی المپیک در ژاپن توانست به عنوان تنها تیم آسیایی جواز حضور در مسابقات المپیک را به‌دست‌آورد و برای اولین بار در المپیک شرکت کند. میلاد عبادی‌پور مطابق چند سال اخیر، در سال ۲۰۱۶، با نظر کادرفنی تیم ملی و رائول لوزانو سرمربی تیم ملی به اردوی مسابقات انتخابی المپیک دعوت شد و یکی از تاثیرگذارترین یاران ایران در راه کسب سهمیهٔ المپیک بود و با دریافت‌های کم نقص خود سهم به‌سزایی در نخستین صعود تیم والیبال ایران به المپیک داشت.
طبق آمار، عبادی‌پور بهترین دریافت کننده مسابقات گزینشی ریو در کشور ژاپن بود. وی همچنین به همراه شهرام محمودی با ۹۶ امتیاز در رده ششم امتیازآورترین بازیکنان دور انتخابی المپیک قرار گرفت.
تیم ایران پس از مسابقات گزینشی المپیک در مسابقات لیگ جهانی ۲۰۱۶ شرکت کرد و هشتم شد. عبادی‌پور که به عنوان یکی از بازیکنان اصلی و شروع کننده ایران در این مسابقات در دیدارها حاضر شد و با کسب ۶۲ امتیاز، در رده چهل و نهم بازیکنان امتیازآور جام قرار گرفت.
ایران در آخرین تورنمنت خود در سال ۲۰۱۶ توانست در مسابقات المپیک ریو ۲۰۱۶ عنوان پنجم را از آن خود کند. عبادی‌پور در این مسابقات برای تیم ایران به میدان رفت و عملکرد قابل قبولی از خود به نمایش گذاشت.
این در حالی بود که بسیاری از کارشناسان و طرفداران والیبال در ایران انتظار حضور بهتر تیم ملی ایران در مسابقات المپیک و کسب مدال را داشتند.
عبادی‌پور در لیگ برتر والیبال ایران ۱۳۹۵ توانست با تیم بانک سرمایه قهرمان لیگ برتر شود و در مسابقات قهرمانی باشگاه‌های آسیا ۲۰۱۶ با این تیم در کشور میانمار شرکت کرد و با شکست دادن تیم العربی قطر، نشان طلا را به گردن آویخت. وی همچنین در این رقابت‌ها به عنوان برترین دریافت کننده بازی‌ها انتخاب شد.

### سال ۲۰۱۷
عبادی‌پور که با تیم بانک سرمایه توانسته بود قهرمان لیگ برتر والیبال ایران ۱۳۹۵ بشود، در ادامه موفق شد برای دومین بار پیاپی با تیم بانک سرمایه و با هدایت مصطفی کارخانه در دیدار پایانی مسابقات قهرمانی آسیا بازی کند و با شکست دادن تیم تویودای ژاپن، به عنوان قهرمانی باشگاه‌های آسیا دست یابد.
میلاد توانست در پایان این مسابقات که در کشور ویتنام به انجام رسید، عنوان بهترین آبشارزن مسابقات قهرمانی باشگاه‌های آسیا ۲۰۱۷ را هم کسب کند.
عبادی‌پور که در ابتدای سال ۱۳۹۵ ازدواج کرده بود،و با تیم ایران راهی المپیک ۲۰۱۶ شده بود، پس از این قهرمانی با تیم بانک سرمایه، ۹۵ را بهترین سال زندگی‌اش دانست.
میلاد عبادی‌پور همانند سه فصل گذشته، باز هم برای شرکت در مسابقات لیگ جهانی، و این بار توسط ایگور کولاکوویچ، سرمربی جدید تیم ملی به اردو دعوت شد و به عنوان یکی از بازیکنان اصلی تیم ایران در لیگ جهانی ۲۰۱۷ به میدان رفت و به همراه این تیم در بیست و هشتمین و آخرین دوره رقابت‌های لیگ جهانی به مقام یازدهم رسید.
تیم ایران در مسابقات جام بزرگ والیبال قهرمانان جهان ۲۰۱۷ در ژاپن که بین برترین تیم‌های قاره‌ها برگزار شد، موفق شد نشان برنز رقابت‌ها را از آن خود کند. میلاد هم موفق شد در این رویداد به‌طور مشترک با مت اندرسون از آمریکا، بهترین دریافت کننده مسابقات شود و جایزه ده هزار دلاری را دریافت کند.
میلاد پس از اتمام مسابقات ملی در سال ۲۰۱۷، به تیم باشگاهی جدید خود، اسکرا بلچاتوف در لیگ لهستان پیوست و نخستین لژیونر والیبال ایران در لیگ باشگاه‌های لهستان شد.
میلاد عبادی‌پور در پایان نخستین فصل حضورش در لیگ لهستان توانست جام قهرمانی لیگ لهستان در فصل ۱۸–۲۰۱۷ را به همراه هم تیمی‌هایش در اسکرا بلچاتوف بالای سر ببرد. بلچاتوف در سری پایانی در دو دیدار و با نتایج ۳–۰ و ۳–۱ تیم زاسکا را شکست داد و قهرمان شد.
اما تیم عبادی‌پور در لیگ قهرمانان در مرحله ۱۲ تیم به لوبه باخت و از دور رقابت‌ها کنار رفت. عبادی‌پور در این فصل از مسابقات لیگ لهستان نظر آماری، توانست عملکرد مناسبی را از خود به ثبت برساند و خود را به عنوان یکی از موثرترین بازیکنان تیم قهرمان پلاس لیگا معرفی کند.

### سال ۲۰۱۸
میلاد عبادی پور به عنوان دریافت کننده قدرتی تیم ملی والیبال ایران در سال ۲۰۱۸ به عنوان یکی از بازیکنان اصلی با هدایت ایگور کولاکوویچ در سه تورنومنت لیگ ملت‌ها و قهرمانی جهان و بازی‌های آسیایی شرکت کرد.
ایران در این سال در اولین دوره لیگ ملت‌ها دهم شد. عبادی‌پور با کسب ۱۹۳ امتیاز در دور مقدماتی، سومین بازیکن امتیازآور مسابقات در مرحله مقدماتی شد. وی همچنین در بخش بهترین دریافت کننده‌ها در رده پنجم قرار گرفت.
تیم ایران پس از لیگ ملت‌ها در بازی‌های آسیایی ۲۰۱۸ حضور یافت.
میلاد عبادی‌پور به همراه ایران توانست برای بار دوم مدال طلای بازی‌های آسیایی را با برتری قاطع برابر حریفان آسیایی به‌دست بیاورد.
تیم ایران پس از بازی‌های آسیایی در مسابقات قهرمانی جهان در ایتالیا و بلغارستان به دور دوم راه یافت و با کسب چهار برد و چهار باخت در دور اول و دوم گروهی به رتبه سیزدهمی رقابت‌ها بسنده کرد. عبادی‌پور که یکی از بازیکنان اصلی ایران در این مسابقات بود، در دیدار برابر تیم‌های بلغارستان و فنلاند امتیازآورترین بازیکن تیم ایران شد.

### سال ۲۰۱۹
تیم ملی والیبال ایران در حالی که از میلاد عبادی‌پور در ترکیب اصلی خود بهره می‌برد موفق شد به عنوان تیم دوم جدول رده‌بندی دور مقدماتی مسابقات در جمع شش تیم نهایی رقابت‌های لیگ ملت‌های ۲۰۱۹ راه پیدا کند و به عنوان پنجمی مسابقات برسد. عبادی‌پور در مسابقات لیگ ملت‌های ۲۰۱۹ با نظر ایگور کولاکوویچ و کادر فنی در بیشتر بازی‌ها به عنوان بازیکن اصلی به میدان رفت.
تیم ایران در مرحلهٔ نهایی این مسابقات در شیکاگو به مصاف لهستان و برزیل رفت و با شکست از این دو تیم از رسیدن به نیمه‌نهایی بازماند. عبادی‌پور در برابر لهستان ۱۰ امتیاز کسب کرد و در مقابل برزیل ۲۲ امتیاز کسب کرد و امتیازآورترین بازیکن میدان شد.
پس از مسابقات لیگ ملت‌ها، عبادی‌پور همراه تیم ایران در مرحله اول مسابقات انتخابی المپیک توکیو در روسیه به میدان رفت. ایران در این مرحله از مسابقات انتخابی مسابقات با شکست دادن کوبا و مکزیک و باخت در برابر روسیه نتوانست به المپیک توکیو راه یابد. عبادی‌پور در ادامهٔ مسابقات ملی خود به همراه تیم ایران توانست به مقام قهرمانی مسابقات والیبال قهرمانی آسیا ۲۰۱۹ در ایران دست یابد. وی در مهر ماه ۱۳۹۸ توسط کولاکوویچ برای حضور در رقابت‌های جام جهانی ۲۰۱۹ ژاپن بار دیگر به تیم‌ملی دعوت شد و در حالی که در بیشتر بازی‌های این دوره در ترکیب اصلی قرار داشت با این تیم، به مقام هشتم رقابت‌ها دست پیدا کرد.
عبادی‌پور که در دو فصل گذشته در تیم اسکرا بلچاتوف توپ می‌زد، پیش از شروع مسابقات پلاس لیگا در فصل ۲۰–۲۰۱۹ و پس از توافق با مدیران باشگاه قرارداد خودش را با این تیم لهستانی سه فصل دیگر تمدید کرد.

## کارنامه مسابقات
در این بخش رقابت‌هایی که عبادی‌پور در آن‌ها شرکت کرده فهرست شده است.
ملی
| المپیک ریو ۲۰۱۶   | ۲۰۱۶ | برزیل | پنجم | - |
| المپیک توکیو ۲۰۲۰ | ۲۰۲۱ | ژاپن  | نهم  | - |

| قهرمانی جهان ۲۰۱۴ | ۲۰۱۴ | لهستان            | ششم    | - |
| قهرمانی جهان ۲۰۱۸ | ۲۰۱۸ | ایتالیا-بلغارستان | سیزدهم | - |

| جام جهانی ۲۰۱۵ | ۲۰۱۵ | ژاپن | هشتم | - |
| جام جهانی ۲۰۱۹ | ۲۰۱۹ | ژاپن | هشتم | - |

| جام بزرگ قهرمانان ۲۰۱۷ | ۲۰۱۷ | ژاپن | سوم | برنز |

| لیگ جهانی ۲۰۱۴ | ۲۰۱۴ | ایتالیا | چهارم  | - |
| لیگ جهانی ۲۰۱۵ | ۲۰۱۵ | برزیل   | هفتم   | - |
| لیگ جهانی ۲۰۱۶ | ۲۰۱۶ | لهستان  | هشتم   | - |
| لیگ جهانی ۲۰۱۷ | ۲۰۱۷ | برزیل   | یازدهم | - |

| لیگ ملت‌ها ۲۰۱۸ | ۲۰۱۸ | فرانسه | سیزدهم | - |
| لیگ ملت‌ها ۲۰۱۹ | ۲۰۱۹ | آمریکا | پنجم   | - |

| بازی‌های آسیایی اینچئون ۲۰۱۴ | ۲۰۱۴ | کره‌جنوبی | اول | طلا |
| بازی‌های آسیایی جاکارتا ۲۰۱۸ | ۲۰۱۸ | اندونزی  | اول | طلا |

| جام ملت‌های آسیا ۲۰۱۹ | ۲۰۱۹ | ایران | اول | طلا |

باشگاهی
| جام باشگاه‌های آسیا ۲۰۱۲ | کاله آمل    | ۲۰۱۲ | چین     | سوم | برنز |
| جام باشگاه‌های آسیا ۲۰۱۳ | کاله آمل    | ۲۰۱۳ | ایران   | اول | طلا  |
| جام باشگاه‌های آسیا ۲۰۱۶ | بانک سرمایه | ۲۰۱۶ | میانمار | اول | طلا  |
| جام باشگاه‌های آسیا ۲۰۱۷ | بانک سرمایه | ۲۰۱۷ | ویتنام  | اول | طلا  |

| لیگ قهرمانان اروپا ۲۰۱۸–۲۰۱۷ | اسکرا بلچاتوف | ۲۰۱۷–۲۰۱۸ | روسیه | حذف در مرحله ۱۲ تیم     | - |
| لیگ قهرمانان اروپا ۲۰۱۹–۲۰۱۸ | اسکرا بلچاتوف | ۲۰۱۸–۲۰۱۹ | آلمان | حذف در مرحله نیمه نهایی | - |

| لیگ برتر ۱۳۹۰ | کاله آمل       | ۲۰۱۱–۲۰۱۲ | اول | طلا  |
| لیگ برتر ۱۳۹۱ | کاله آمل       | ۲۰۱۲–۲۰۱۳ | اول | طلا  |
| لیگ برتر ۱۳۹۲ | کاله آمل       | ۲۰۱۳–۲۰۱۴ | دوم | نقره |
| لیگ برتر ۱۳۹۳ | شهرداری ارومیه | ۲۰۱۴–۲۰۱۵ | دوم | نقره |
| لیگ برتر ۱۳۹۴ | شهرداری ارومیه | ۲۰۱۵–۲۰۱۶ | سوم | برنز |
| لیگ برتر ۱۳۹۵ | بانک سرمایه    | ۲۰۱۶–۲۰۱۷ | اول | طلا  |

| پلاس‌لیگا ۲۰۱۸–۲۰۱۷ | اسکرا بلچاتوف | ۲۰۱۷–۲۰۱۸ | اول | طلا |
| پلاس‌لیگا ۲۰۱۹–۲۰۱۸ | اسکرا بلچاتوف | ۲۰۱۸–۲۰۱۹ | ششم | -   |

## دستاوردهای ورزشی
- قهرمانی باشگاه‌های آسیا
  -  چین ۲۰۱۲ – با کاله مازندران
  -  ایران ۲۰۱۳ – با کاله مازندران
  -  میانمار ۲۰۱۶ – با بانک سرمایه
  -  ویتنام ۲۰۱۷ – با بانک سرمایه
- قهرمانی کشور
  - ۲۰۱۲/۱۳  قهرمانی ایران، با کاله مازندران
  - ۲۰۱۳/۱۴  قهرمانی ایران، با کاله مازندران
  - ۲۰۱۴/۱۵  قهرمانی ایران، با شهرداری ارومیه
  - ۲۰۱۵/۲۰۱۶  قهرمانی ایران، با شهرداری ارومیه
  - ۲۰۱۶/۲۰۱۷  قهرمانی ایران، با بانک سرمایه
  - ۲۰۱۶/۲۰۱۷  جام امیر، با الریان
  - ۲۰۱۷/۲۰۱۸  سوپر جام لهستان، با اسکرا بلچاتوف
  - ۲۰۱۷/۲۰۱۸  قهرمانی لهستان، با اسکرا بلچاتوف
  - ۲۰۱۸/۲۰۱۹  سوپر جام لهستان، با اسکرا بلچاتوف
- تیم ملی
  - ۲۰۱۲  قهرمانی جوانان آسیا
  - ۲۰۱۴  بازی‌های آسیایی
  - ۲۰۱۷  جام بزرگ قهرمانان جهان
  - ۲۰۱۸  بازی‌های آسیایی
  - ۲۰۱۹  قهرمانی آسیا
  - ۲۰۲۱  قهرمانی آسیا

### انفرادی
- ۲۰۱۶: قهرمانی باشگاه‌های آسیا – بهترین آبشار زننده پشت‌خط زن (بهترین دریافت‌کننده قدرتی)
- ۲۰۱۷: قهرمانی باشگاه‌های آسیا – بهترین آبشار زننده پشت‌خط زن (بهترین دریافت‌کننده قدرتی)
- ۲۰۱۷: جام بزرگ قهرمانان جهان – بهترین آبشار زننده پشت‌خط زن (بهترین دریافت‌کننده قدرتی)
- ۲۰۲۱: قهرمانی آسیا - بهترین آبشار زننده پشت خط زن (بهترین دریافت کننده قدرتی)